# Il tarlo del sospetto (romanzo James Hadley Chase)
Il tarlo del sospetto (The soft centre) è un romanzo giallo di genere Hard boiled, dello scrittore britannico James Hadley Chase, pubblicato nel 1964. È il primo libro della serie che vede conme protagonista il capitano Frank Terrell della polizia di Miami.
Il libro è stato tradotto in francese, finlandese, afrikaans, ebraico, tedesco, sloveno, spagnolo, polacco, italiano e altre lingue.

## Trama
Chris Burnett e sua moglie Valeria sono una coppia in crisi da quando, due anni prima, Chris ha avuto un incidente d'auto e il suo cervello non è guarito. Un giorno, durante una vacanza a Miami, l'uomo chiede alla moglie di divorziare, non sentendosi più adeguato al ruolo cui si preparava: poiché Valeria è figlia unica di un miliardario, Chris era sembrato il degno erede del suocero. Val ama il marito e non vuole ascoltarlo: gli ribadisce anzi il suo amore. Ma poco dopo, avendolo perso di vista, si rende conto che Chris le ha sottratto abilmente chiavi e documenti dell'auto e si è allontanato. Allarmatissima, Val chiede aiuto al padre, che la raggiunge da New York. L'auto è stata abbandonata e Chris è ritrovato il mattino seguente ed è senza giacca. Non ricorda nulla e immediatamente è ricoverato nella clinica del dottor Gustave.
In quella stessa notte, una prostituta, Sue Parnell, è barbaramente assassinata in un motel. La polizia, di cui è capo Frank Terrell, comincia ad indagare, scoprendo che i possibili assassini (i due scagnozzi Moe e Jacko) sono certamente usciti dal villino. La testimone è una bambina di otto anni, Angela Prescott. Le indagini si estendono, senza esito, a Lee Hardy, principale dei due sicari, e alla sua donna, Gina Lang, che probabilmente ha fornito un falso alibi ad Hardy. Tuttavia le cose sono complicate da un investigatore poco onesto: Homer Hare. Ingaggiato dalla sorella della vittima, Joan Parnell, questi scopre (attraverso il genero) che Chris Burnett ha lasciato la giacca sporca di sangue e un accendino d'oro su un'auto a noleggio abbandonata. Nonostante l'opposizione di figlia e genero, Hare decide di mollare Joan e di ricattare Val, pensando che lei e il padre sborseranno una cifra altissima pur di evitare l'incriminazione di Chris.
Mentre Terrell e gli agenti cercano di incastrare Hardy, ritenendo che egli nasconda Moe e Jacko in casa, un'ondata di violenza si scatena in città: dapprima muore Heneckey, il proprietario del motel, quindi un meticcio cinese (Toey), entrambi vittime di Moe che crede possano testimoniare contro lui e Jacko. Anche la piccola Angela rischia la vita, ma Terrell riesce a metterla al sicuro con la madre. Trasformato in un assassino totale, Moe uccide anche tre poliziotti, ma mentre fugge dalla casa di Hardy, questi spara a Jacko. La fuga di Moe si conclude quando egli stesso giura di uccidere Hardy e torna nella casa del boss, vestito da donna. Ferisce mortalmente Hardy, poi è sopraffatto da due poliziotti. Nella casa sono trovate prove che Sue ricattava Hardy, il quale aveva buoni motivi per volerla morta. Eppure, in un'ultima confessione, Gina Lang dichiara di aver mentito la notte del delitto per salvare Hardy, avendo lei incontrato un uomo bello, ma svitato, che ha ucciso la Parnell per lei. Dopo queste dichiarazioni, Gina, col pretesto di sistemarsi, riesce a spararsi, praticamente alla presenza di Terrell e del suo vice Beigler.
Intanto Valeria ha sborsato una somma ad Hare, ma ben presto (da vari indizi) capisce che Chris è molto probabilmente colpevole, anche se considerato pazzo. Agendo con molto coraggio, Val affronta Hare e riesce a respinngere il suo ricatto, tornando in possesso del denaro versato e delle prove sul marito. La donna riesce anche a bruciare la giacca in un luogo isolato della spiaggia, ma quando tenta di parlare a Chris e gli mostra l'accendino, questi cerca di aggredirla, costringendo un'infermiera a bloccarlo. Il giorno dopo, Chris è sottoposto ad un intervento che dovrebbe allentare la pressione del suo cervello danneggiato. Quando l'uomo può uscire dalla clinica però, Val capisce che ha paura di lui e che certamente è colpevole. Lei prova molta vergogna per aver distrutto la prova principale e può solo attendere il divorzio e tornare a vivere con il padre. Dal canto suo, Terrell nutre l'identica convinzione; non può nulla contro Chris, ma rifiuta di archiviare il caso, convinto che, considerati gli aspetti sadici dell'omicidio di Sue Parnell, non si debba dare più nulla per scontato.

## Personaggi
- Chris Burnett: l'uomo che smarrì se stesso.
- Valeria Burnett Travers: moglie di Chris.
- Charles Travers: padre di Valeria.
- Lee Hardy: allibratore.
- Gina Lang: amica di Lee.
- Moe Lincoln, Jacko Smith: guardie del corpo di Lee.
- Homer Hare: investigatore privato.
- Sam Karsh: braccio destro di Homer.
- Lucille Karsh: figlia di Homer.
- Tom Henekey: proprietario del Park Motel.
- Toey, meticcio cinese, proprietario di un bar con sale da gioco.
- Angela Prescott: la bambina terribile.
- Felix Gustave: medico psichiatra.
- Frank Terrell: capo della polizia di Miami.
- Joe Beigler: sergente della polizia.
- Jacobs, Hess, Tom Lepski, Bill Williams: agenti.

## Edizioni in italiano
- James Hadley Chase, Il tarlo del sospetto, traduzione di Bruno Just Lazzari, collana Il Giallo Mondadori n. 821, Milano: 1964
- James Hadley Chase, Il tarlo del sospetto, traduzione di Bruno Just Lazzari, collana I Classici del Giallo Mondadori n. 368, Milano: 1981